# Saint-Léon (Żyronda)
Saint-Léon – miejscowość i gmina we Francji, w regionie Nowa Akwitania, w departamencie Żyronda.
Według danych na rok 1990 gminę zamieszkiwało 195 osób, a gęstość zaludnienia wynosiła 43 osób/km² (wśród 2290 gmin Akwitanii Saint-Léon plasuje się na 982. miejscu pod względem liczby ludności, natomiast pod względem powierzchni na miejscu 1452.).